# Lophocolea apalachicola
Lophocolea apalachicola là một loài Rêu trong họ Lophocoleaceae. Loài này được R.M. Schust. mô tả khoa học đầu tiên năm 1980.